# Lista campioanelor Scoției la fotbal
Campioanele Scoției la fotbal sunt câștigătoarele eșalonului fotbalistic superior din Scoția, Liga de Fotbal Scoțiană din 1890 până în 1988, Prima Ligă Scoțiană din 1998 până în 2013 și Scottish Premiership din 2013. 
Liga Scoțiană de Fotbal a fost fondată în 1890, inițial ca o ligă de amatori până când fotbalul scoțian a fost legalizat în 1893. La sfârșitul primului sezon, Dumbarton și Rangers au terminat cu același punctaj în fruntea clasamentului. Normele în vigoare la momentul respectiv prevedeau că echipele vor un meci de play-off pentru campionat, meci care s-a încheiat la egalitate, 2-2, astfel că primul campionat a fost împărțit între două cluburi, singura dată când s-a întâmplat acest lucru. În 1893 s-a înființat o a doua divizie, cu divizia existentă până atunci redenumită Prima Divizie. Liga a continuat în timpul Primului Război Mondial, dar a fost suspendată în timpul celui de-al doilea război mondial.
Deși au existat mai multe perioade scurte când o a treia divizie a fost creată, structura cu două divizii a existat până în 1975, când un reorganizare majoră a ligii a dus la un prezența a trei niveluri și crearea unei nou Prime Divizii la cel mai înalt nivel. În 1998, echipele aflate în Prima Divizie s-au desprins pentru a forma Prima Ligă Scoțiană, cea care a înlocuit Prima Divizie ca cel mai înalt nivel de fotbal din Scoția. Liga de Fotbal Scoțiană și Prima Ligă Scoțiană au fuzionat în 2013 pentru a forma Liga Profesionistă Scoțiană de Fotbal (SPFL), care a decis ca prima divizie să se numească Scottish Premiership.
De-a lungul existenței sale, campionatul scoțian de fotbal a fost dominat de două cluburi din Glasgow, Celtic și Rangers. Cele doi rivali au câștigat majoritatea titlurilor de campioană. Până în 2024, Rangers au câștigat 55 de titluri și Celtic 54, în timp ce nici un alt club nu a câștigat titlul de mai mult de patru ori. Nici un club în afara celor două, nu a câștigat titlul din sezonul 1984-1985, când Aberdeen condus de Alex Ferguson a câștigat Prima Divizie. Această perioadă de dominare neîntreruptă a  celor două cluburi este un record, cea mai lungă perioada anterioară fiind de 27 de ani, între 1904 și 1931.
Fiecare dintre cele două cluburi a avut serii de câte nouă campionate consecutive, Celtic 1966-1974 și apoi 2012-2020 și Rangers din 1989 până în 1997. Fiecare dintre cele două cluburi a reușit, de asemenea, Dubla în mai multe rânduri, prin castigarea Ligii și a Cupei Scoției în același sezon. Rangers a câștigat cele mai multe duble, optsprezece până în aprilie 2013, mai mult decât orice alt club din lume cu excepția echipei Linfield din Irlanda de Nord.

## Campioane
Legendă
| Campioana a câștigat și Cupa Scoției       |
| Campioana a câștigat și Cupa Ligii Scoției |
| Campioana a câștigat și ambele cupe        |

### Liga Scoțiană (1890-93)
| An      | Campioană                    | Vicecampioană | Locul 3             | Golgeter                                      | Golgeter |
| An      | Campioană                    | Vicecampioană | Locul 3             | Jucător                                       | Goluri   |
| ------- | ---------------------------- | ------------- | ------------------- | --------------------------------------------- | -------- |
| 1890–91 | Dumbarton (1) și Rangers (1) | —             | Celtic              | Jack Bell (Dumbarton)                         | 20       |
| 1891–92 | Dumbarton (2)                | Celtic        | Heart of Midlothian | Jack Bell (Dumbarton)                         | 23       |
| 1892–93 | Celtic (1)                   | Rangers       | St. Mirren          | Sandy McMahon (Celtic) John Campbell (Celtic) | 11       |

### Divizia Întâi Liga Scoțiană (1893-1975)
| An        | Campioana                                                           | Vicecampioana                                                       | Locul 3                                                             | Golgeter                                                                 | Golgeter                                                            |
| An        | Campioana                                                           | Vicecampioana                                                       | Locul 3                                                             | Jucător                                                                  | Goluri                                                              |
| --------- | ------------------------------------------------------------------- | ------------------------------------------------------------------- | ------------------------------------------------------------------- | ------------------------------------------------------------------------ | ------------------------------------------------------------------- |
| 1893–94   | Celtic (2)                                                          | Heart of Midlothian                                                 | St Bernard's                                                        | Sandy McMahon (Celtic)                                                   | 16                                                                  |
| 1894–95   | Heart of Midlothian (1)                                             | Celtic                                                              | Rangers                                                             | James Miller (Clyde)                                                     | 12                                                                  |
| 1895–96   | Celtic (3)                                                          | Rangers                                                             | Hibernian                                                           | Allan Martin (Celtic)                                                    | 19                                                                  |
| 1896–97   | Heart of Midlothian (2)                                             | Hibernian                                                           | Rangers                                                             | Willie Taylor (Heart of Midlothian)                                      | 12                                                                  |
| 1897–98   | Celtic (4)                                                          | Rangers                                                             | Hibernian                                                           | Robert Hamilton (Rangers)                                                | 18                                                                  |
| 1898–99   | Rangers (2)                                                         | Heart of Midlothian                                                 | Celtic                                                              | Robert Hamilton (Rangers)                                                | 25                                                                  |
| 1899–1900 | Rangers (3)                                                         | Celtic                                                              | Hibernian                                                           | Robert Hamilton (Rangers) William Michael (Heart of Midlothian FC)       | 15                                                                  |
| 1900–01   | Rangers (4)                                                         | Celtic                                                              | Hibernian                                                           | Robert Hamilton (Rangers)                                                | 20                                                                  |
| 1901–02   | Rangers (5)                                                         | Celtic                                                              | Heart of Midlothian                                                 | William Maxwell (Third Lanark)                                           | 10                                                                  |
| 1902–03   | Hibernian (1)                                                       | Dundee                                                              | Rangers                                                             | David Reid (Hibernian)                                                   | 14                                                                  |
| 1903–04   | Third Lanark (1)                                                    | Heart of Midlothian                                                 | Celtic și Rangers                                                   | Robert Hamilton (Rangers)                                                | 28                                                                  |
| 1904–05   | Celtic (5)                                                          | Rangers                                                             | Third Lanark                                                        | Robert Hamilton (Rangers) Jimmy Quinn (Celtic)                           | 19                                                                  |
| 1905–06   | Celtic (6)                                                          | Heart of Midlothian                                                 | Airdrieonians                                                       | Jimmy Quinn (Celtic)                                                     | 20                                                                  |
| 1906–07   | Celtic (7)                                                          | Dundee                                                              | Rangers                                                             | Jimmy Quinn (Celtic)                                                     | 29                                                                  |
| 1907–08   | Celtic (8)                                                          | Falkirk                                                             | Rangers                                                             | Jock Simpson (Falkirk)                                                   | 32                                                                  |
| 1908–09   | Celtic (9)                                                          | Dundee                                                              | Clyde                                                               | John Hunter (Dundee)                                                     | 29                                                                  |
| 1909–10   | Celtic (10)                                                         | Falkirk                                                             | Rangers                                                             | Jimmy Quinn (Celtic) Jock Simpson (Falkirk)                              | 24                                                                  |
| 1910–11   | Rangers (6)                                                         | Aberdeen                                                            | Falkirk                                                             | Willie Reid (Rangers)                                                    | 38                                                                  |
| 1911–12   | Rangers (7)                                                         | Celtic                                                              | Clyde                                                               | Willie Reid (Rangers)                                                    | 33                                                                  |
| 1912–13   | Rangers (8)                                                         | Celtic                                                              | Airdrieonians și Heart of Midlothian                                | James Reid (Airdrieonians)                                               | 30                                                                  |
| 1913–14   | Celtic (11)                                                         | Rangers                                                             | Heart of Midlothian și Morton                                       | James Reid (Airdrieonians)                                               | 27                                                                  |
| 1914–15   | Celtic (12)                                                         | Heart of Midlothian                                                 | Rangers                                                             | Tom Gracie (Heart of Midlothian) James Richardson (Ayr United)           | 29                                                                  |
| 1915–16   | Celtic (13)                                                         | Rangers                                                             | Morton                                                              | Jimmy McColl (Celtic)                                                    | 34                                                                  |
| 1916–17   | Celtic (14)                                                         | Morton                                                              | Rangers                                                             | Bert Yarnall (Airdrieonians)                                             | 39                                                                  |
| 1917-18   | Rangers (9)                                                         | Celtic                                                              | Kilmarnock și Morton                                                | Hughie Ferguson (Motherwell)                                             | 35                                                                  |
| 1918–19   | Celtic (15)                                                         | Rangers                                                             | Morton                                                              | David McLean (Rangers)                                                   | 29                                                                  |
| 1919–20   | Rangers (10)                                                        | Celtic                                                              | Motherwell                                                          | Hughie Ferguson (Motherwell)                                             | 33                                                                  |
| 1920–21   | Rangers (11)                                                        | Celtic                                                              | Heart of Midlothian                                                 | Hughie Ferguson (Motherwell)                                             | 43                                                                  |
| 1921–22   | Celtic (16)                                                         | Rangers                                                             | Raith Rovers                                                        | Duncan Walker (St. Mirren)                                               | 45                                                                  |
| 1922–23   | Rangers (12)                                                        | Airdrieonians                                                       | Celtic                                                              | Jock White (Heart of Midlothian)                                         | 30                                                                  |
| 1923–24   | Rangers (13)                                                        | Airdrieonians                                                       | Celtic                                                              | Dave Halliday (Dundee)                                                   | 38                                                                  |
| 1924–25   | Rangers (14)                                                        | Airdrieonians                                                       | Hibernian                                                           | William Devlin (Cowdenbeath)                                             | 33                                                                  |
| 1925–26   | Celtic (17)                                                         | Airdrieonians                                                       | Heart of Midlothian                                                 | William Devlin (Cowdenbeath)                                             | 40                                                                  |
| 1926–27   | Rangers (15)                                                        | Motherwell                                                          | Celtic                                                              | Jimmy McGrory (Celtic)                                                   | 49                                                                  |
| 1927–28   | Rangers (16)                                                        | Celtic                                                              | Motherwell                                                          | Jimmy McGrory (Celtic)                                                   | 47                                                                  |
| 1928–29   | Rangers (17)                                                        | Celtic                                                              | Motherwell                                                          | Evelyn Morrison (Falkirk)                                                | 43                                                                  |
| 1929–30   | Rangers (18)                                                        | Motherwell                                                          | Aberdeen                                                            | Benny Yorston (Aberdeen)                                                 | 38                                                                  |
| 1930–31   | Rangers (19)                                                        | Celtic                                                              | Motherwell                                                          | Barney Battles, Jr. (Heart of Midlothian)                                | 44                                                                  |
| 1931–32   | Motherwell (1)                                                      | Rangers                                                             | Celtic                                                              | Willie MacFadyen (Motherwell)                                            | 52                                                                  |
| 1932–33   | Rangers (20)                                                        | Motherwell                                                          | Heart of Midlothian                                                 | Willie MacFadyen (Motherwell)                                            | 45                                                                  |
| 1933–34   | Rangers (21)                                                        | Motherwell                                                          | Celtic                                                              | Jimmy Smith (Rangers)                                                    | 41                                                                  |
| 1934-35   | Rangers (22)                                                        | Celtic                                                              | Heart of Midlothian                                                 | Jimmy Smith (Rangers)                                                    | 36                                                                  |
| 1935–36   | Celtic (18)                                                         | Rangers                                                             | Aberdeen                                                            | Jimmy McGrory (Celtic)                                                   | 50                                                                  |
| 1936–37   | Rangers (23)                                                        | Aberdeen                                                            | Celtic                                                              | David Wilson (Hamilton Academical)                                       | 34                                                                  |
| 1937–38   | Celtic (19)                                                         | Heart of Midlothian                                                 | Rangers                                                             | Andy Black (Heart of Midlothian)                                         | 40                                                                  |
| 1938–39   | Rangers (24)                                                        | Celtic                                                              | Aberdeen                                                            | Alex Venters (Rangers)                                                   | 35                                                                  |
| 1939–46   | Liga a fost suspendată din cauza celui de-al doilea război mondial. | Liga a fost suspendată din cauza celui de-al doilea război mondial. | Liga a fost suspendată din cauza celui de-al doilea război mondial. | Liga a fost suspendată din cauza celui de-al doilea război mondial.      | Liga a fost suspendată din cauza celui de-al doilea război mondial. |
| 1946–47   | Rangers (25)                                                        | Hibernian                                                           | Aberdeen                                                            | Bobby Mitchell (Third Lanark)                                            | 22                                                                  |
| 1947–48   | Hibernian (2)                                                       | Rangers                                                             | Partick Thistle                                                     | Archie Aikman (Falkirk)                                                  | 20                                                                  |
| 1948–49   | Rangers (26)                                                        | Dundee                                                              | Hibernian                                                           | Alex Stott (Dundee)                                                      | 30                                                                  |
| 1949–50   | Rangers (27)                                                        | Hibernian                                                           | Heart of Midlothian                                                 | Willie Bauld (Heart of Midlothian)                                       | 30                                                                  |
| 1950–51   | Hibernian (3)                                                       | Rangers                                                             | Dundee                                                              | Lawrie Reilly (Hibernian)                                                | 22                                                                  |
| 1951–52   | Hibernian (4)                                                       | Rangers                                                             | East Fife                                                           | Lawrie Reilly (Hibernian)                                                | 27                                                                  |
| 1952–53   | Rangers (28)                                                        | Hibernian                                                           | East Fife                                                           | Lawrie Reilly (Hibernian) Charlie Fleming (East Fife)                    | 30                                                                  |
| 1953–54   | Celtic (20)                                                         | Heart of Midlothian                                                 | Partick Thistle                                                     | Jimmy Wardhaugh (Heart of Midlothian)                                    | 27                                                                  |
| 1954–55   | Aberdeen (1)                                                        | Celtic                                                              | Rangers                                                             | WillieBauld (Heart of Midlothian)                                        | 21                                                                  |
| 1955–56   | Rangers (29)                                                        | Aberdeen                                                            | Heart of Midlothian                                                 | Jimmy Wardhaugh (Heart of Midlothian)                                    | 28                                                                  |
| 1956–57   | Rangers (30)                                                        | Heart of Midlothian                                                 | Kilmarnock                                                          | Hugh Baird (Airdrieonians)                                               | 33                                                                  |
| 1957–58   | Heart of Midlothian (3)                                             | Rangers                                                             | Celtic                                                              | Jimmy Wardhaugh (Heart of Midlothian) Jimmy Murray (Heart of Midlothian) | 28                                                                  |
| 1958–59   | Rangers (31)                                                        | Heart of Midlothian                                                 | Motherwell                                                          | Joe Baker (Hibernian)                                                    | 25                                                                  |
| 1959–60   | Heart of Midlothian (4)                                             | Kilmarnock                                                          | Rangers                                                             | Joe Baker (Hibernian)                                                    | 42                                                                  |
| 1960–61   | Rangers (32)                                                        | Kilmarnock                                                          | Third Lanark                                                        | Alex Harley (Third Lanark)                                               | 42                                                                  |
| 1961–62   | Dundee (1)                                                          | Rangers                                                             | Celtic                                                              | Alan Gilzean (Dundee)                                                    | 24                                                                  |
| 1962–63   | Rangers (33)                                                        | Kilmarnock                                                          | Partick Thistle                                                     | Jimmy Millar (Rangers)                                                   | 27                                                                  |
| 1963–64   | Rangers (34)                                                        | Kilmarnock                                                          | Celtic                                                              | Alan Gilzean (Dundee)                                                    | 32                                                                  |
| 1964–65   | Kilmarnock (1)                                                      | Heart of Midlothian                                                 | Dunfermline Athletic                                                | Jim Forrest (Rangers)                                                    | 30                                                                  |
| 1965–66   | Celtic (21)                                                         | Rangers                                                             | Kilmarnock                                                          | Joe McBride (Celtic) Alex Ferguson (Dunfermline Athletic)                | 31                                                                  |
| 1966–67   | Celtic (22)                                                         | Rangers                                                             | Clyde                                                               | Stevie Chalmers (Celtic)                                                 | 21                                                                  |
| 1967–68   | Celtic (23)                                                         | Rangers                                                             | Hibernian                                                           | Bobby Lennox (Celtic)                                                    | 32                                                                  |
| 1968–69   | Celtic (24)                                                         | Rangers                                                             | Dunfermline Athletic                                                | Kenny Cameron (Dundee United)                                            | 26                                                                  |
| 1969–70   | Celtic (25)                                                         | Rangers                                                             | Hibernian                                                           | Colin Stein (Rangers)                                                    | 24                                                                  |
| 1970–71   | Celtic (26)                                                         | Aberdeen                                                            | St. Johnstone                                                       | Harry Hood (Celtic)                                                      | 22                                                                  |
| 1971–72   | Celtic (27)                                                         | Aberdeen                                                            | Rangers                                                             | Joe Harper (Aberdeen)                                                    | 33                                                                  |
| 1972–73   | Celtic (28)                                                         | Rangers                                                             | Hibernian                                                           | Alan Gordon (Hibernian)                                                  | 27                                                                  |
| 1973–74   | Celtic (29)                                                         | Hibernian                                                           | Rangers                                                             | John "Dixie" Deans (Celtic)                                              | 26                                                                  |
| 1974–75   | Rangers (35)                                                        | Hibernian                                                           | Celtic                                                              | Andy Gray (Dundee United) Willie Pettigrew (Motherwell)                  | 20                                                                  |

### Prima Divizie Liga Scoțiană (1975-98)
| An      | Campioană         | Vicecampioană       | Locul 3             | Golgeter                                         | Golgeter |
| An      | Campioană         | Vicecampioană       | Locul 3             | Jucător                                          | Goluri   |
| ------- | ----------------- | ------------------- | ------------------- | ------------------------------------------------ | -------- |
| 1975–76 | Rangers (36)      | Celtic              | Hibernian           | Kenny Dalglish (Celtic)                          | 24       |
| 1976–77 | Celtic (30)       | Rangers             | Aberdeen            | Willie Pettigrew (Motherwell)                    | 21       |
| 1977–78 | Rangers (37)      | Aberdeen            | Dundee United       | Derek Johnstone (Rangers)                        | 25       |
| 1978–79 | Celtic (31)       | Rangers             | Dundee United       | Andy Ritchie (Morton)                            | 22       |
| 1979–80 | Aberdeen (2)      | Celtic              | St. Mirren          | Doug Somner (St. Mirren)                         | 25       |
| 1980–81 | Celtic (32)       | Aberdeen            | Rangers             | Frank McGarvey (Celtic)                          | 23       |
| 1981–82 | Celtic (33)       | Aberdeen            | Rangers             | George McCluskey (Celtic)                        | 21       |
| 1982–83 | Dundee United (1) | Celtic              | Aberdeen            | Charlie Nicholas (Celtic)                        | 29       |
| 1983–84 | Aberdeen (3)      | Celtic              | Dundee United       | Brian McClair (Celtic)                           | 23       |
| 1984–85 | Aberdeen (4)      | Celtic              | Dundee United       | Frank McDougall (Aberdeen)                       | 22       |
| 1985–86 | Celtic (34)       | Heart of Midlothian | Dundee United       | Ally McCoist (Rangers)                           | 24       |
| 1986–87 | Rangers (38)      | Celtic              | Dundee United       | Brian McClair (Celtic)                           | 35       |
| 1987–88 | Celtic (35)       | Heart of Midlothian | Rangers             | Tommy Coyne (Dundee)                             | 33       |
| 1988–89 | Rangers (39)      | Aberdeen            | Celtic              | Mark McGhee (Celtic) Charlie Nicholas (Aberdeen) | 16       |
| 1989–90 | Rangers (40)      | Aberdeen            | Heart of Midlothian | John Robertson (Heart of Midlothian)             | 17       |
| 1990–91 | Rangers (41)      | Aberdeen            | Celtic              | Tommy Coyne (Celtic)                             | 18       |
| 1991–92 | Rangers (42)      | Heart of Midlothian | Celtic              | Ally McCoist (Rangers)                           | 34       |
| 1992–93 | Rangers (43)      | Aberdeen            | Celtic              | Ally McCoist (Rangers)                           | 34       |
| 1993–94 | Rangers (44)      | Aberdeen            | Motherwell          | Mark Hateley (Rangers)                           | 22       |
| 1994–95 | Rangers (45)      | Motherwell          | Hibernian           | Tommy Coyne (Motherwell)                         | 16       |
| 1995–96 | Rangers (46)      | Celtic              | Aberdeen            | Pierre van Hooijdonk (Celtic)                    | 26       |
| 1996–97 | Rangers (47)      | Celtic              | Dundee United       | Jorge Cadete (Celtic)                            | 25       |
| 1997–98 | Celtic (36)       | Rangers             | Heart of Midlothian | Marco Negri (Rangers)                            | 32       |

### Prima Ligă Scoțiană (1998-2013)
| An        | Campioana    | Vicecampioana       | Locul 3             | Golgeter                        | Golgeter |
| An        | Campioana    | Vicecampioana       | Locul 3             | Jucător                         | Goluri   |
| --------- | ------------ | ------------------- | ------------------- | ------------------------------- | -------- |
| 1998–99   | Rangers (48) | Celtic              | St. Johnstone       | Henrik Larsson (Celtic)         | 29       |
| 1999–2000 | Rangers (49) | Celtic              | Heart of Midlothian | Mark Viduka (Celtic)            | 25       |
| 2000–01   | Celtic (37)  | Rangers             | Hibernian           | Henrik Larsson (Celtic)         | 35       |
| 2001–02   | Celtic (38)  | Rangers             | Livingston          | Henrik Larsson (Celtic)         | 29       |
| 2002–03   | Rangers (50) | Celtic              | Heart of Midlothian | Henrik Larsson (Celtic)         | 28       |
| 2003–04   | Celtic (39)  | Rangers             | Heart of Midlothian | Henrik Larsson (Celtic)         | 30       |
| 2004–05   | Rangers (51) | Celtic              | Hibernian           | John Hartson (Celtic)           | 25       |
| 2005–06   | Celtic (40)  | Heart of Midlothian | Rangers             | Kris Boyd (Kilmarnock, Rangers) | 32       |
| 2006–07   | Celtic (41)  | Rangers             | Aberdeen            | Kris Boyd (Rangers)             | 20       |
| 2007–08   | Celtic (42)  | Rangers             | Motherwell          | Scott McDonald (Celtic)         | 25       |
| 2008–09   | Rangers (52) | Celtic              | Heart of Midlothian | Kris Boyd} (Rangers)            | 27       |
| 2009–10   | Rangers (53) | Celtic              | Dundee United       | Kris Boyd (Rangers)             | 23       |
| 2010–11   | Rangers (54) | Celtic              | Heart of Midlothian | Kenny Miller (Rangers)          | 21       |
| 2011–12   | Celtic (43)  | Rangers             | Motherwell          | Gary Hooper (Celtic)            | 24       |
| 2012–13   | Celtic (44)  | Motherwell          | St. Johnstone       | Michael Higdon (Motherwell)     | 26       |

### Scottish Premiership (2013-prezent)
| An      | Campioana    | Vicecampioana | Locul 3             | Golgeter                                                      | Golgeter |
| An      | Campioana    | Vicecampioana | Locul 3             | Jucător                                                       | Goluri   |
| ------- | ------------ | ------------- | ------------------- | ------------------------------------------------------------- | -------- |
| 2013–14 | Celtic (45)  | Motherwell    | Aberdeen            | Kris Commons (Celtic)                                         | 27       |
| 2014–15 | Celtic (46)  | Aberdeen      | Inverness CT        | Adam Rooney (Aberdeen)                                        | 18       |
| 2015–16 | Celtic (47)  | Aberdeen      | Heart of Midlothian | Leigh Griffiths (Celtic)                                      | 31       |
| 2016–17 | Celtic (48)  | Aberdeen      | Rangers             | Liam Boyce (Ross County)                                      | 23       |
| 2017–18 | Celtic (49)  | Aberdeen      | Rangers             | Kris Boyd (Kilmarnock)                                        | 18       |
| 2018–19 | Celtic (50)  | Rangers       | Kilmarnock          | Alfredo Morelos (Rangers)                                     | 18       |
| 2019–20 | Celtic (51)  | Rangers       | Motherwell          | Odsonne Édouard (Celtic)                                      | 22       |
| 2020–21 | Rangers (55) | Celtic        | Hibernian           | Odsonne Édouard (Celtic)                                      | 18       |
| 2021–22 | Celtic (52)  | Rangers       | Heart of Midlothian | Regan Charles-Cook (Ross County) Giorgos Giakoumakis (Celtic) | 13       |
| 2022–23 | Celtic (53)  | Rangers       | Aberdeen            | Kyogo Furuhashi (Celtic)                                      | 27       |
| 2023–24 | Celtic (54)  | Rangers       | Heart of Midlothian |                                                               |          |

## Total titluri câștigate
Unsprezece cluburi au devenit campioane
| Club                 | Campioane | Vicecampioane | Sezoanele în care s-a câștigat titlul |
| -------------------- | --------- | ------------- | --- |
| Rangers              | 55        | 35            | 1890-91, 1898-99, 1899-1900, 1900-01, 1901-02, 1910-11, 1911-12, 1912-13, 1917-18, 1919-20, 1920-21, 1922-23, 1923-24, 1924-25, 1926-27, 1927-28, 1928-29, 1929-30, 1930-31, 1932-33, 1933-34, 1934-35, 1936-37, 1938-39, 1946-47, 1948-49, 1949-50, 1952-53, 1955-56, 1956-57, 1958-59, 1960-61, 1962-63, 1963-64, 1974-75, 1975-76, 1977-78, 1986-87, 1988-89, 1989-90, 1990-91, 1991-92, 1992-93, 1993-94, 1994-95, 1995-96, 1996-97, 1998-99, 1999-2000, 2002-03, 2004-05, 2008-09, 2009-10, 2010-11, 2020-21 |
| Celtic               | 54        | 32            | 1892-93, 1893-94, 1895-96, 1897-98, 1904-05, 1905-06, 1906-07, 1907-1908, 1908-09, 1909-10, 1913-14, 1914-15, 1915-16, 1916-17, 1918-19, 1921-22, 1925-26, 1935-36, 1937-38, 1953-54, 1965-66, 1966-67, 1967-68, 1968-69, 1969-70, 1970-71, 1971-72, 1972-73, 1973-74, 1976-77, 1978-79, 1980-81, 1981-82, 1985-86, 1987-88, 1997-98, 2000-2001, 2001-02, 2003-04, 2005-06, 2006-07, 2007-08, 2011-12, 2012-13, 2013-14, 2014-15, 2015-16, 2016-17, 2017-18, 2018-19, 2019-20, 2021-22, 2022-23, 2023-24          |
| Aberdeen             | 4         | 17            | 1954-55, 1979-80, 1983-84, 1984-85 |
| Heart of Midlothian  | 4         | 14            | 1894-95, 1896-97, 1957-58, 1959-60 |
| Hibernian            | 4         | 6             | 1902-03, 1947-48, 1950-51, 1951-52 |
| Dumbarton            | 2         | 0             | 1890-91, 1891-92 |
| Motherwell           | 1         | 7             | 1931-32 |
| Kilmarnock           | 1         | 4             | 1964-65 |
| Dundee               | 1         | 4             | 1961-62 |
| Dundee United        | 1         | 0             | 1982-83 |
| Third Lanark         | 1         | 0             | 1903-04 |
| Airdrieonians (1878) | 0         | 4             | |
| Falkirk              | 0         | 2             | |
| Morton               | 0         | 1             | |